# Мелхиседек (Паевский)
Архиепископ Мелхиседек (в миру Михаил Львович Паевский; 15 ноября 1879, село Витулин, Константиновский уезд, Седлецкая губерния — 17 мая 1931, Москва) — епископ Русской православной церкви, архиепископ Енисейский и Красноярский.

## Биография
Родился 15 ноября 1879 года в селе Витулин Константиновского уезда Седлецкой губернии губернии Царства Польского (ныне в Люблинском воеводстве Польши) в семье сельского священника Льва Семёновича Паевского. В семье было девятеро детей. С восьми лет Михаил уже читал в храме «Апостол».
Окончив духовное училище, поступил в Санкт-Петербургскую духовную семинарию, откуда по слабости легких был переведён в Таврическую духовную семинарии в Симферополе.
25 марта 1898 года, на последнем курсе семинарии, принял рясофорный постриг. После окончания семинарии поступил в Казанскую духовную академию. На первом курсе академии принял пострижение в мантию с именем Мелхиседек. Будучи студентом 2-го курса академии, изъявил желание поступить в состав Пекинской духовной миссии. Ввиду этого, 18 января 1902 года был отчислен из состава студентов академии, но по сложившимся обстоятельствам в миссию поехать ему не пришлось, и 8 марта того же года он снова был принят в число студентов.
В 1904 году окончил Казанскую духовную академию со степенью кандидата богословия и назначен преподавателем основного, догматического и нравственного богословия Могилёвской духовной семинарии.
В 1905 году назначен настоятелем (1905 — и. о., с 18 декабря 1906 — игумен) Братского Богоявленского монастыря в городе Могилёве .
24 января 1907 года переведён в Белыничский монастырь в сане архимандрита.
С 22 сентября 1907 — настоятель Херсонесского Свято-Владимирского монастыря в Таврической губернии.
В 1909—1910 годы — настоятель Преображенского монастыря в городе Новгород-Северский Черниговской губернии.
С 1910 по 1914 годы занимал должность смотрителя Владикавказского духовного училища, а в 1914—1916 годы — был назначен ректором Тифлисской духовной семинарии, где предоставил возможность совершать богослужение на грузинском языке.
В 1916 году был вызван в Петроград.

### Архиерейское служение
8 сентября 1916 года в Казанском соборе был хиротонисан в сан епископа Кронштадтского, викария Петроградской епархии.
С 17 июня 1917 года — епископ Ладожский, викарий той же Петроградской епархии.
В 1919 году переведён викарием в Минскую и Туровскую епархию с титулом епископ Слуцкий, временно управляющий Минской епархией. Епархия была запущена, архиепископ Минский Георгий (Ярошевский) ушёл с немецкими оккупантами в Варшаву, захватив с собой все средства и ризницу.
Несмотря на слабое здоровье, особенно когда у него образовалась опасная болезнь закупорка вен, он неопустительно совершал богослужение каждое воскресенье, после литургии сам руководил общим пением и уезжал из собора около четырёх часов дня, а в шесть часов снова был в соборе на торжественной вечерне с обязательными проповедями и общим народным пением, уезжал из собора уже в десять часов вечера. Собор всегда был переполнен. Из воспоминаний протоиерея Бориса Васильева:

«Мелхиседек (Паевский) ежедневно совершал торжественные богослужения в Свято-Павловском кафедральном соборе. Ежегодно в Великий Четверг сам проводил слезные исповеди в соборе, совершал чин омовения ног. В особенности верующим запомнились крестные ходы, предводительствуемые Мелхиседеком. Они совершались с Крупецкой иконой Божией Матери. Торжественная процессия всегда останавливалась перед Свято-Екатерининской церковью… Здесь служился перед иконой торжественный молебен…».

Путь служения владыки Мелхиседека приходится на 1920-е годы, наиболее трагические в истории государства и Церкви. В тех условиях его самоотверженная деятельность, организаторский талант были направлены на сохранение Церкви, преодоление раскола, примирение враждующих сторон, защиту мирного населения во время немецкой и польской оккупации. Благодаря его мудрости и дипломатии пагубное влияние обновленческого раскола в Минске был незначительным по сравнению с другими областями Белоруссии.
29 марта 1922 года, во время кампании по изъятию церковных ценностей, стараясь избегнуть резких конфликтов с властью и опубликовал воззвание к пастве, призывающее к сдаче церковных ценностей, не имеющих сакрального значения. Благодаря компромиссной политике владыки, в Минской епархии крупных инцидентов тогда не произошло.
В конце мая 1922 года, вскоре после захвата обновленцами патриаршей канцелярии в Москве, в его епархии при его участии была создана первая обновленческая община «Живая Церковь». В конце мая 1922 года был вызван в Секретный отдел ГПУ в Москве, где имел разговор с представителем Наркомюста РСФСР, в ходе которого заявил что «вполне разделяет те принципы и ту программу», которая провозглашена в декларации «Верующим сынам Православной Церкви России», подписанном 13 мая петроградскими, московскими и саратовскими священниками-обновленцами, а также епископом Антонином (Грановским). Также посетил патриарший Священный Синод, после чего изменил свою позицию по отношению к обновленцам.
23 июля 1922 года на съезде духовенства Минской епархии провозгласил автономию Белорусской церкви, был избран митрополитом Белорусским и Минским. В августе 1922 года в Минской епархии создаётся инициативная группа обновленцев, которая ставит целью борьбу против митрополита. 15 мая 1923 году обновленческое ВЦУ на Минскую кафедру назначило могилёвского епископа Сергия (Иванцова). Местное духовенство и верующие вступили в конфликт с вновь назначенным архиереем в поддержку Мелхисидека. В августе 1923 года выпущенный на свободу патриарх Тихон принял Мелхиседека в Московский патриархат, но его титул митрополита не был одобрен.
Первый раз был арестован в августе 1924 года в Минске за сокрытие от конфискации церковных ценностей. Власти пробовали судить его, но верующий народ, любя своего архипастыря, в огромном количестве собрался напротив здания, где шёл процесс, и это показалось властям угрожающим. Приговорив владыку условно к 3-м годам лишения свободы, его перед собравшимся народом отпустили.
Местоблюститель митрополит Пётр (Полянский), ставший во главе Патриаршей церкви по конине патриарха Тихона в апреле 1925 года, в «определении по делу о положении Минской православной епархии» от 5 октября 1925 года так описал каноническое положение епископа Мелхиседека и его епархии:

Покойный Святейший Патриарх не считал Ваше Преосвященство состоящим вне единения с Православной Русской Церковью, почему и не воспрещал Вам служить в московских храмах. Посему нет оснований предполагать, что Минская иерархия является неправославной. Преосвященному Тихону и преосвященному Никону мною дано предложение безотлагательно принять меры к возможно скорейшему прекращению нежелательных результатов от допущенных ими по неведению действий.
Вопрос об автономии Белорусской Церкви и Вашем митрополичьем сане при Святейшем Патриархе не получил канонического разрешения. Вы же сами не позаботились в течение двух лет при жизни покойного Патриарха так или иначе ликвидировать этот вопрос или принять меры к тому, чтобы дать ему определённое каноническое разрешение. Поэтому как объявление автономии Белорусской Церкви, так и принятие Вами сана митрополита является с канонической точки зрения актом самочиния, не одобряемым церковными правилами. Полагаю, что вопрос об автономии подлежит решению Поместного Собора Русской Церкви, а признание за Вами митрополичьего сана — особому епископскому рассмотрению.
В настоящее время при натиске католичества на православие и общих тяжёлых условиях церковной жизни требуется наибольшая сплоченность и теснейшее единение между епархиями. Раздробление же церковного тела Русской Православной Церкви на мелкие автономные части может повести к нежелательным последствиям в интересах православной Церкви. Ввиду этого считаю за лучшее, если бы Вы сами изыскали меры к ликвидации допущенного церковного самочиния и вернулись к нормам канонического устроения белорусской церковной жизни. Тогда бы для нас открылась каноническая возможность, сообразно с местными условиями церковной жизни, предоставить Вам некоторые прерогативы чести.

22 декабря 1925 года в Москве арестован второй раз по обвинению в сокрытии церковных ценностей и приговорён к трем годам лишения свободы условно. Освобождён 4 мая 1926 года.
В январе 1926 года уклонился в григорианский раскол, подписав Послание ВВЦС. В конце июня 1926 года принёс покаяние перед митрополитом Сергием и подал ему заявление, что слагает с себя звание митрополита Белорусского, считая себя только епископом.
23 мая 1927 года опять был задержан, а 4 июня арестован в Москве «за использование религиозного настроения масс в антисоветских целях». 17 сентября 1927 года освобождён из Бутырской тюрьмы под подписку о невыезде из Москвы.
Митрополит Сергий, лично знавший владыку во время студенчества и любивший его, принял его в своё общение и возвел его на Пасху 1928 года в сан архиепископа, а 10 сентября того же года назначил на Енисейскую и Красноярскую кафедру.
Последние три года архиепископ Мелхиседек служил в Красноярске, при этом он всегда стремился вернуться на родину, в родную Белоруссию.
В мае 1931 года был вызван в Москву для участия в сессии Временного Патриаршего Священного Синода.
Скончался 17 мая от сердечного приступа в начале литургии у Престола в Покровском храме на Красносельской в присутствии архиепископа Хутынского Алексия (Симанского) и епископа Минского Феофана (Семеняко).
Во вторник — в день отдания Пасхи, любимого праздника владыки, митрополитом Сергием, в сослужении 18-ти архиереев и около тридцати священников, при большом стечении молящихся, было совершено отпевание.
Захоронен владыка был на Семёновском кладбище в Москве. После закрытия и ликвидации Семёновского кладбища был перезахоронен родственниками на ближайшем Преображенском кладбище.

## Память
17 мая 2011 года, в день 80-летия со дня кончины владыки Мелхиседека, для увековечения его памяти в центре Минска, на здании бывшего архиерейского подворья (ныне здание Института теологии БГУ) была открыта бронзовая мемориальная доска с барельефным изображением митрополита Мелхиседека.

## Труды
- Участие правительственной власти (в лице генерал-губернатора) в восстановлении православия в северо-западном крае 1839—1867 гг. (Исторический очерк). См. указ. на лит. труд: Журнал «Православный Собеседник» 1905. Июль-август, С. 25.
- Речь при наречии его во епископа Кронштадтского. Приб. к газете «Церковный Вестник», 1916. № 41, С. 989.